# Port El-Kantaoui

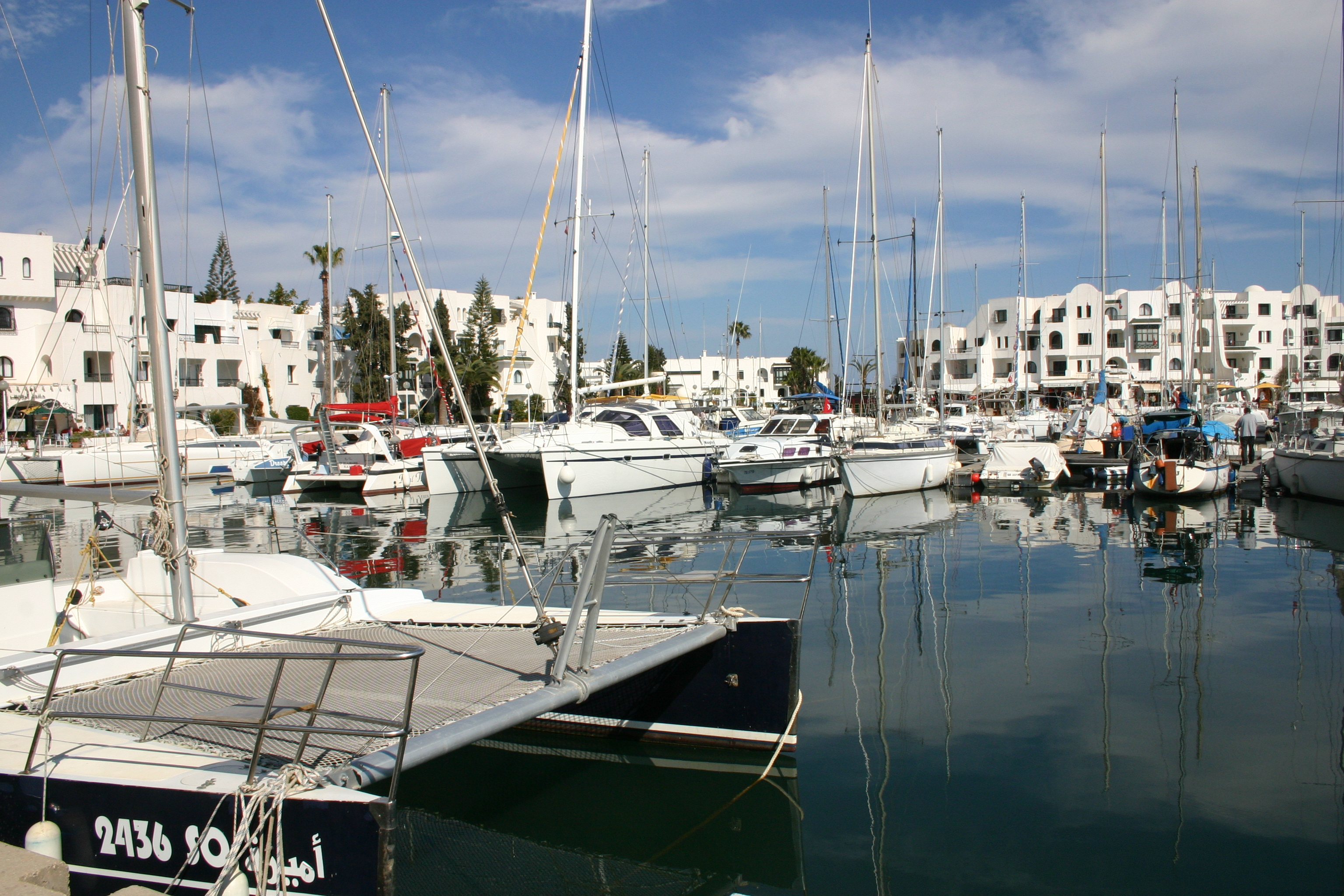
Vue du port.

Port El-Kantaoui (arabe : مرسى القنطاوي) est une marina située au nord-ouest de la ville de Sousse, qui est devenue l'une des plus importantes stations balnéaires de la Tunisie.

## Historique
Le projet de création d'une station touristique intégrée sur 307 hectares résulte d'une idée du président tunisien, Habib Bourguiba, qui souhaite développer le tourisme dans la région du Sahel.
Il est mis à l'étude dès 1971 par la Compagnie financière touristique de Tunis dans la zone de Sidi El-Kantaoui située sur le territoire de la municipalité d'Hammam Sousse, au nord de Sousse. C'est à la Société d'études et de développement de Sousse-Nord qu'incombe la tâche d'étudier l'opportunité économique et financière du projet et d'assurer le rôle de promoteur général. Une fois les travaux lancés sous la direction d'Olivier-Clément Cacoub, le port est creusé et de petits immeubles d'appartements en copropriété (Maisons de la Mer) sont construits sur son pourtour.

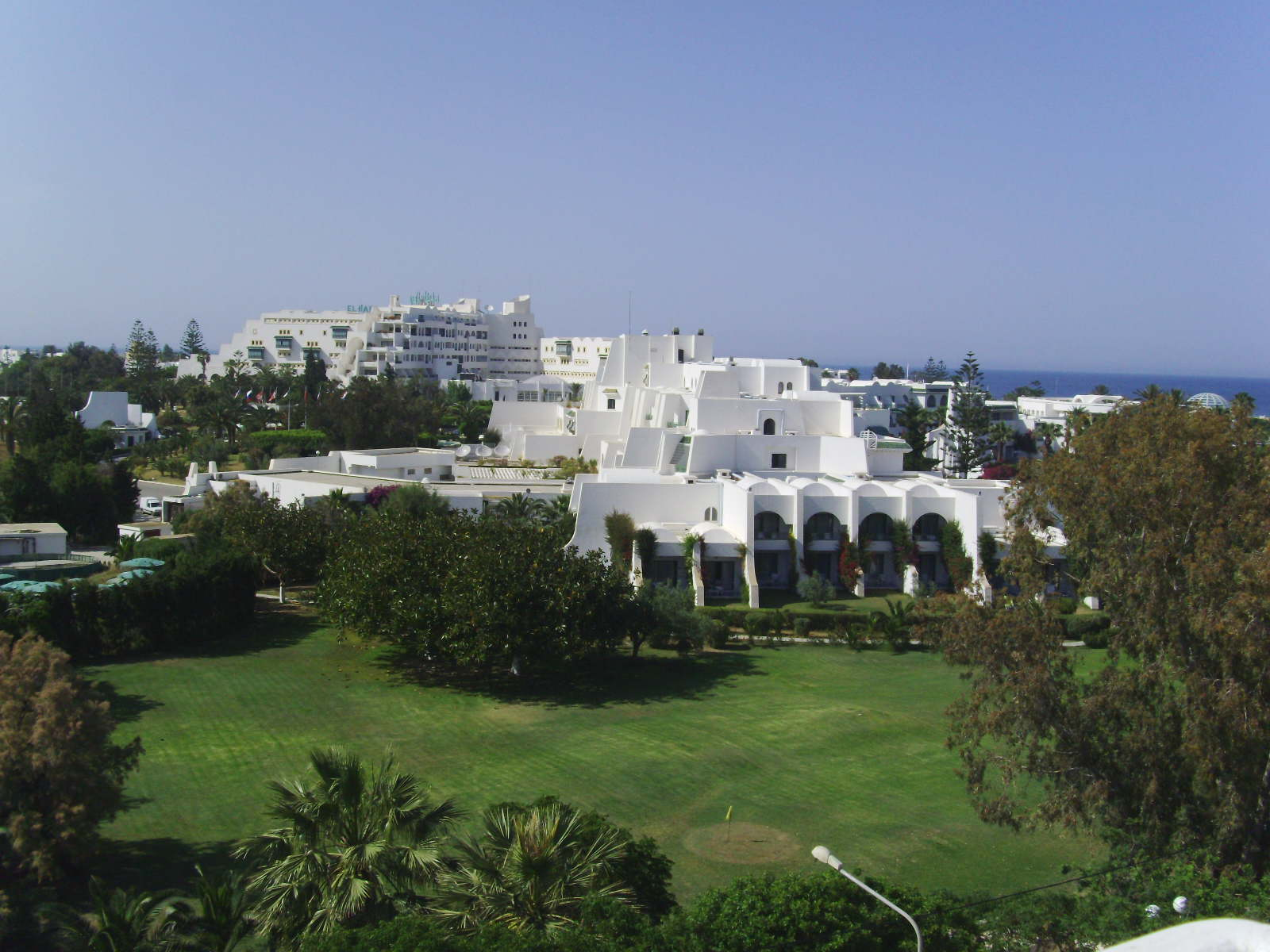
Zone hôtelière.

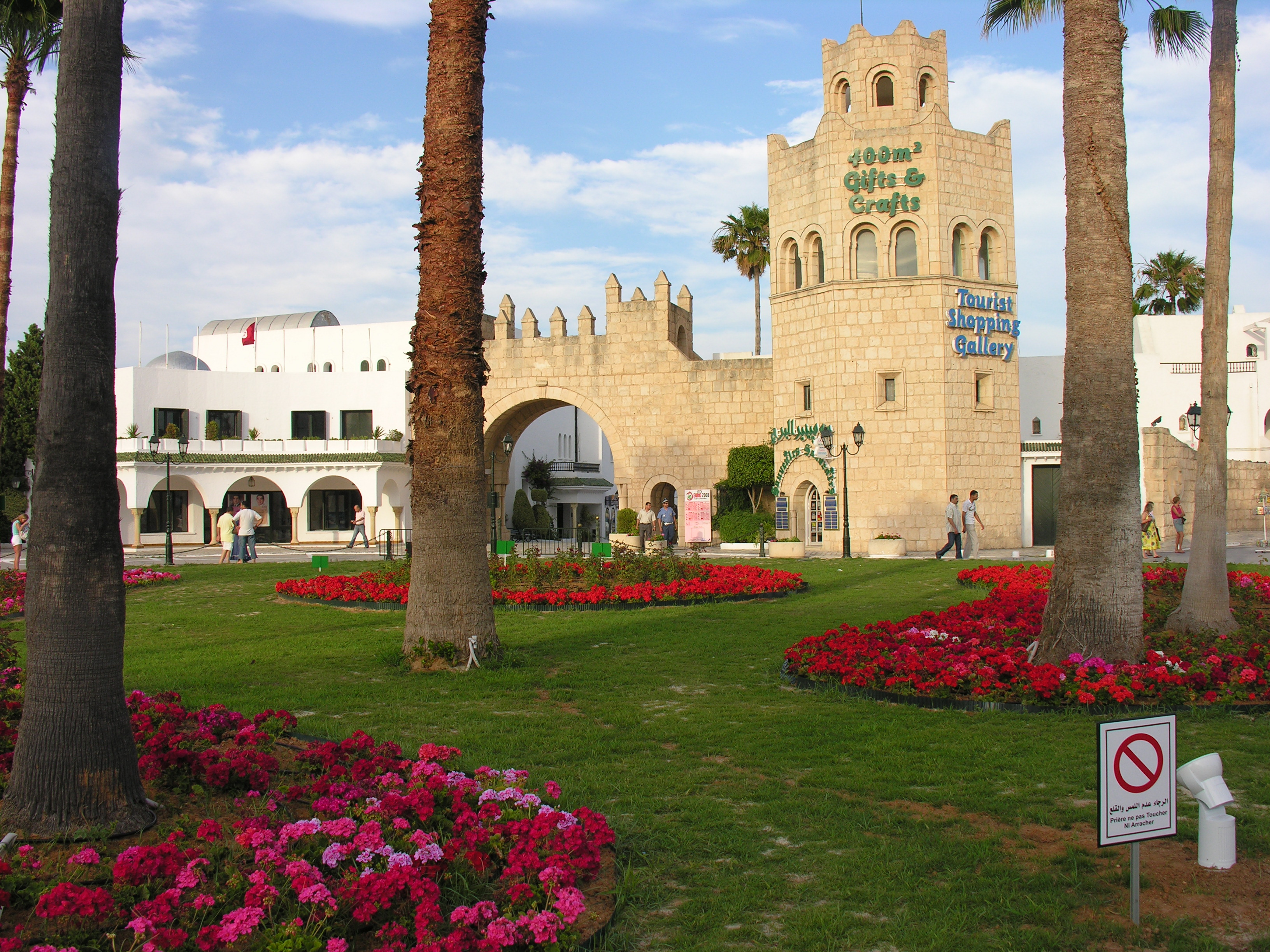
Construction marquant l'entrée du port.

Le port est ouvert en 1979 et c'est à la Société hôtelière et touristique du Port El-Kantaoui que la Société d'études et de développement de Sousse-Nord délègue la tâche de développer et de gérer la station. Un terrain de golf de 18 trous est aménagé, en 1980, sur 130 hectares à flanc de collines et, à la fin des années 1990, le terrain occupé par le parking situé à l'entrée du port permet d'étendre le complexe par la construction d'un nouveau quartier (Maisons des Jardins) et d'une fête foraine permanente (Hannibal Park) qui permet une diversification des loisirs offerts. Des hôtels de trois à cinq étoiles se construisent autour du complexe et le long de la côte en direction de Chott Meriem vers le nord et d'Hammam Sousse vers le sud.
Le 26 juin 2015, un attentat terroriste islamiste provoque la mort de 38 touristes, dont 30 Britanniques, devant l'un des hôtels de la station balnéaire.

## Activités
Le port est un véritable village, en majeure partie piétonnier, construit selon une architecture qui rappelle le village de Sidi Bou Saïd dans son style arabo-mauresque, la blancheur de ses murs, ses arcades, ses voûtes et ses ruelles agrémentées de fleurs.
La station accueille de nombreux commerces dont des restaurants, des cafés et des magasins à destination des touristes étrangers qui fréquentent le site pour ses sept kilomètres de plage. De plus, durant la période estivale, de nombreux événements ont lieu au port dont le Festival international d'été d'Internet (à partir de 2000), des régates, des scènes musicales, etc. Ces atouts attirent également beaucoup de Sahéliens venus pour un peu de détente durant le week-end ou les vacances. La construction de Yasmine Hammamet au début des années 2000 n'a pas fait décliner la fréquentation.
Le port peut accueillir jusqu'à 340 embarcations sur une superficie totale de quatre hectares.

## Problèmes environnementaux
Le succès de la station a provoqué des problèmes environnementaux. La mise en place des infrastructures trop près du rivage a accéléré le phénomène de destruction des dunes. Le tourisme de masse a accru la pression sur les ressources en eau et a généré des quantités importantes de déchets solides et d'eaux usées. La concentration des établissements hôteliers sur le rivage a provoqué un bétonnage des côtes et, parfois, une certaine altération des paysages. Le tourisme a enfin favorisé la spéculation foncière au détriment des activités agricoles.